# Liebfrauenkirche (Mannheim)

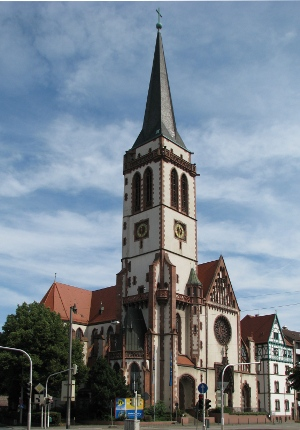
Liebfrauenkirche

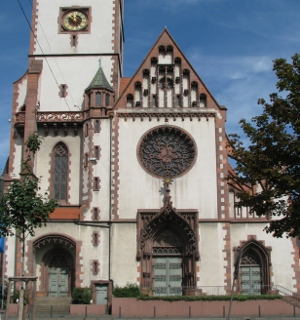
Eingangsfront

Die Liebfrauenkirche ist eine römisch-katholische Kirche im Mannheimer Stadtteil Jungbusch. Sie wurde zu Beginn des 20. Jahrhunderts von Johannes Schroth im neugotischen Stil erbaut. Heute ist sie eine der drei Kirchen der Seelsorgeeinheit Mannheim-City und symbolisiert durch die Nachbarschaft zur Yavuz-Sultan-Selim-Moschee auch den christlich-islamischen Dialog. Sie ist auch Standort der Jugendkirche Samuel.

## Geschichte
Durch das enorme Bevölkerungswachstum in Mannheim um die Wende zum 20. Jahrhundert wurden neue Kirchenbauten erforderlich, da bis zu diesem Zeitpunkt die Jesuitenkirche und die Untere Pfarrkirche St. Sebastian die einzigen katholischen Gotteshäuser in der Stadt waren. In den Stadtteilen um die Innenstadt Mannheims entstanden um 1900 die Kirchen von Hl. Geist in der Oststadt, St. Josef auf dem Lindenhof und die Herz-Jesu-Kirche in der Neckarstadt. Auch im Jungbusch war eine neue Kirche dringend erforderlich, weil die Untere Pfarrei 1895 23.000 Katholiken umfasste. Der Leiter des zuständigen erzbischöflichen Bauamts in Heidelberg Ludwig Maier legte 1897 drei Planvarianten vor. Nach einem schweren Zerwürfnis zwischen Maier und dem katholischen Stiftungsrat wurde der Auftrag aber an Johannes Schroth, den Leiter des erzbischöflichen Bauamts in Karlsruhe, vergeben. Nach seinen Plänen begann im Jahr 1900 der Bau der Liebfrauenkirche. Am 8. November 1903 wurde die Kirche benediziert und im selben Jahr wurde auch eine Pfarrkuratie eingerichtet. Am 15. Oktober 1905 wurde die Liebfrauenkirche vom Freiburger Weihbischof Justus Knecht geweiht. Da die Finanzierung der Kirche von Beginn an schwierig war, wurde zunächst auf die Ausführung des Turms oberhalb des Dachfirsts verzichtet und erst 1908 vollendet. 1910 wurde die eigenständige Pfarrgemeinde durch Erzbischof Thomas Nörber errichtet.
Im Ersten Weltkrieg wurden die Glocken eingezogen und 1917 warf ein Flieger eine Bombe ab, die vor den linken Seiteneingang einschlug und Beschädigungen anrichtete. Ein weiteres Unglück ereignete sich 1921. Durch die Explosion des Oppauer Stickstoffwerkes wurden alle Fenster zerstört.
1922 gestaltete der Münchner Bildhauer Thomas Buscher den Kreuzweg. Drei Jahre später fertigte er auch den Hochaltar. (Ein 1914 eingebrachter St.-Johannes-Baptist-Altar stammte aus der Werkstatt der Gebrüder Moroder). 1930/31 folgten die beiden Seitenaltäre von Joseph Dettlinger aus Freiburg. 1933 wurden zehn Statuen, wie die Apostelstatuen ebenfalls von Dettlinger, aufgestellt. Nur zehn Jahre später wurde der Chor im Zweiten Weltkrieg durch eine Sprengbombe beschädigt. 1944 wurde das Kirchendach und 1945 das Netzgewölbe über Chor und Vierung durch Artilleriebeschuss zerstört.
Die Wiederaufbauarbeiten begannen kurze Zeit später. An Weihnachten 1946 konnte das Schiff wieder genutzt werden und 1952 waren die Wiederherstellungsarbeiten beendet. 1964 wurde unter der Kirche die Bruder-Klaus-Kapelle als Werktagskirche eingerichtet. In den Jahren 1970 bis 1971 erfolgte eine umfassende Renovierung, da die Liturgiereform des Zweiten Vatikanischen Konzils neue Anforderungen brachte und die Kirche an den Zeitgeschmack angepasst werden sollte. Von 1977 bis 1982 wurde die Kirche auch außen umfassend renoviert.
Durch den Bau der benachbarten Moschee wurde bereits 1990 ein Gesprächskreis mit den Muslimen eingerichtet. Seit 1993 musste sich die Gemeinde den Pfarrer mit der Unteren Pfarrei St. Sebastian teilen. 2005 wurden dann durch Erzbischof Robert Zollitsch die drei Innenstadtgemeinden – Liebfrauen, St. Sebastian und Jesuitenkirche – zu einer Seelsorgeeinheit zusammengelegt. 2007 fielen Putzteile aus dem Kirchengewölbe. Die Kirche musste geschlossen werden. Bis zum Deutschen Katholikentag, der 2012 in Mannheim stattfand, war die Sanierung abgeschlossen. Am Katholikentag wurde die Kirche auch der Jugendkirche Samuel als Standort übergeben.

## Beschreibung

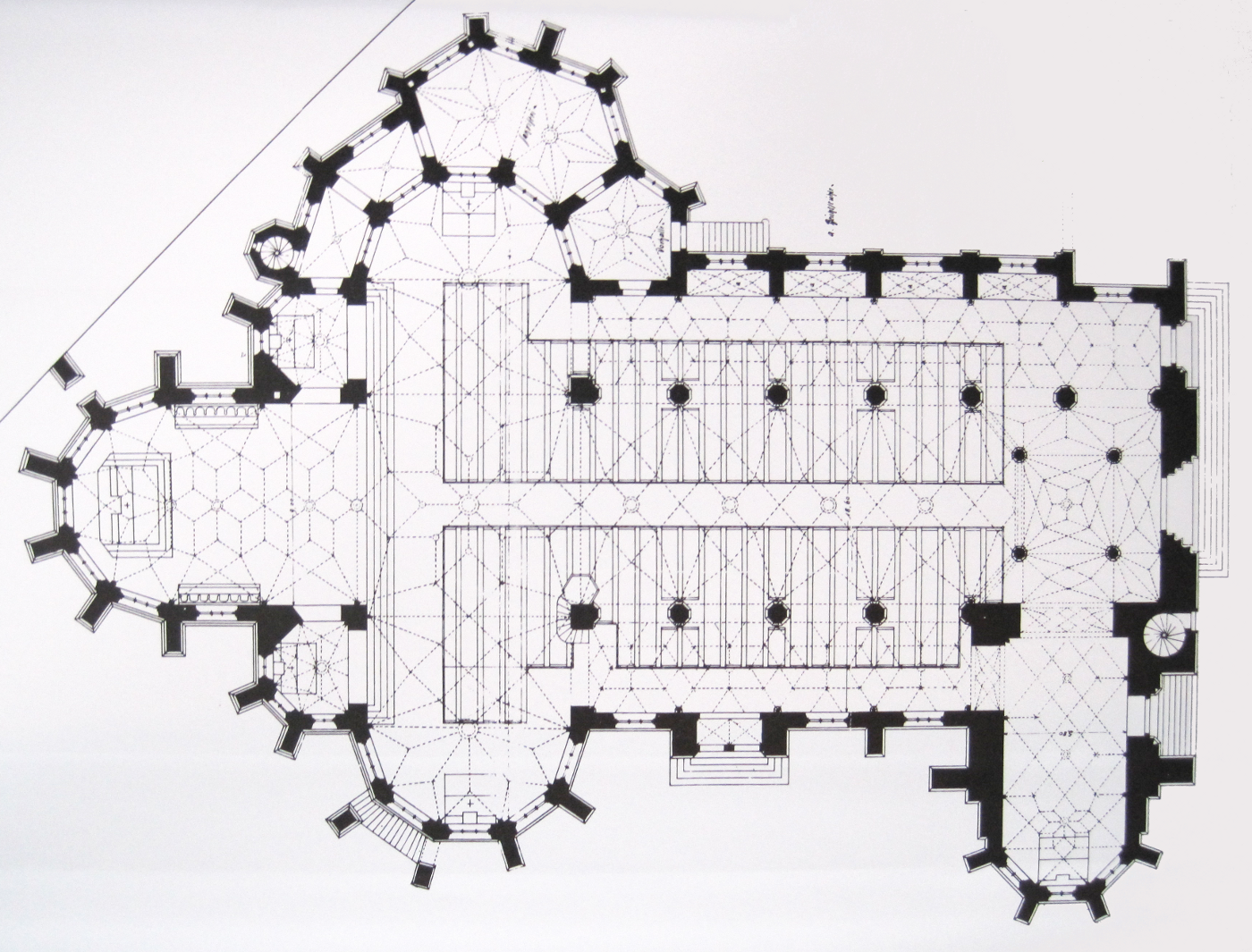
Grundriss

Die Liebfrauenkirche steht am östlichen Eingang des Jungbuschs, gegenüber der Innenstadt. Wegen der Grundstücksituation an einer sehr belebten Straßenkreuzung am Luisenring wurde mit der kräftigen neugotischen Einturmfassade ein besonderer städtebaulicher Akzent gesetzt. Die asymmetrische Gliederung der Baukörper und der Gegensatz von weißen Putzflächen und Architekturgliederung in dunklem Naturstein sollten die malerische Wirkung der an der Spätgotik angelehnten Kirche erhöhen. Die Architektur hat einen früheren Entwurf Max Meckels für die Karlsruher Bernharduskirche zum Vorbild. Johannes Schroth begründete die Wahl des lieblichen Stils mit dem Patrozinium Mariens.
Die Liebfrauenkirche ist eine dreischiffige Basilika mit Querhaus, dessen Arme wie der Chor polygonal abschließen. Den rechten Chorarm umschließt ein Kapellenkranz, der als Sakristei dient. Der Turm mit chorartigem Anbau ist an der Ecke links des Haupteingangs platziert. Die Kirche ist 49 Meter lang und 19 Meter breit, im Querhaus 29 Meter. Die Höhe im Mittelschiff beträgt 18 Meter. An der Eingangsfront dominiert das Kielbogenportal mit einer Darstellung der Krönung Mariens im Tympanon und darüber das große Rosettenfenster mit der an einem Positiv musizierenden Hl. Caecilia, die von Putten umrahmt wird.

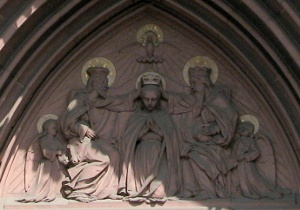
Krönung Mariens
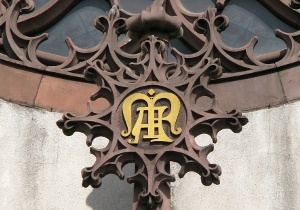
Ave-Maria-Monogramm auf der Portalspitze
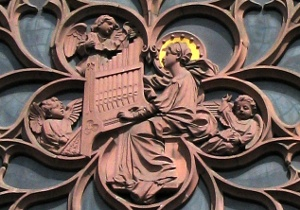
Musizierende Hl. Caecilia

Bei der Umgestaltung des Innenraums in den 1970ern erhielt die Kirche einen Fußboden aus Waschbeton. Der Hochaltar von Thomas Buscher wurde zerlegt und die einzelnen Teile in die Chorwände eingefügt. Im Hauptschiff und im Chor befinden sich Statuen von sechs Aposteln und zehn Heiligen (Bernhard von Baden, Klemens Maria Hofbauer, Albert der Große, Odilia, Lioba, Fridolin, Pirmin, Fidelis, Kilian und Konrad), die Joseph Dettlinger schuf. Die Figuren aus Lindenholz wurden mit Sandsteinfarbe überstrichen. Mittlerweile werden diese Eingriffe schrittweise rückgängig gemacht.

## Orgel

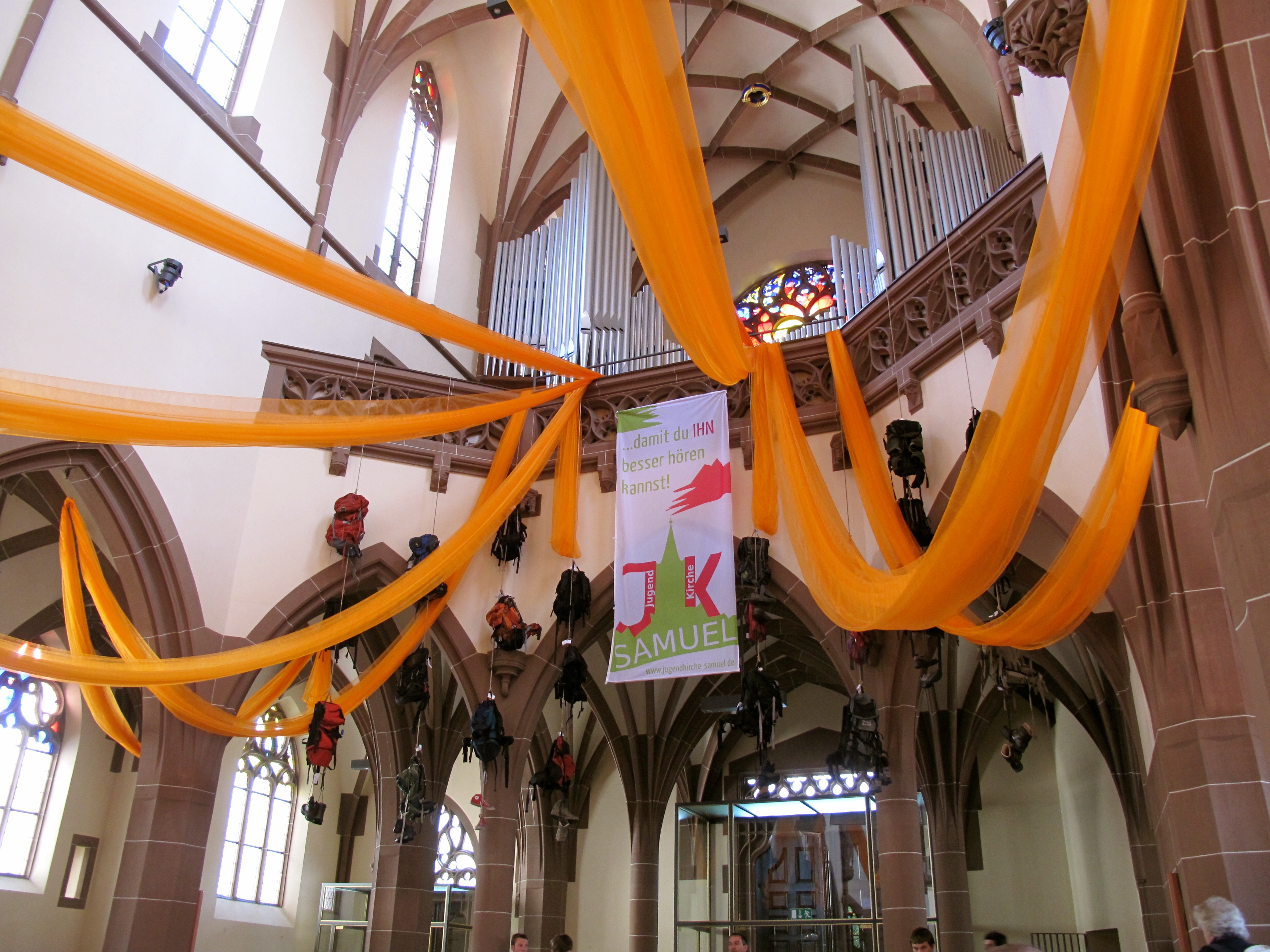
Blick auf die Westempore mit Orgel

Die Orgel wurde 1942 von der Orgelbaufirma Carl Hess (Karlsruhe-Durlach) gebaut, konnte allerdings erst 1948 aufgestellt werden. Das Patentladen-Instrument hat 50 Register auf drei Manualen und Pedal. Die Spiel- und Registertrakturen sind elektrisch. 2012 wurde die Orgel von der Orgelbaufirma Lenter restauriert und in diesem Zuge mit einer elektronischen Setzeranlage ausgestattet.
| I Hauptwerk C–g3 |       |
| Prinzipal        | 16′   |
| Prinzipal        | 8′    |
| Bordun           | 8′    |
| Gemshorn         | 8′    |
| Dulzflöte        | 8′    |
| Hohlflöte        | 4′    |
| Oktav            | 4′    |
| Quinte           | 2 ⁄3′ |
| Oktav            | 2′    |
| Cornett III-V    |       |
| Mixtur IV-VI     |       |
| Tuba             | 8′    |
| Clarine          | 4′    |

| II Positiv C–g3 |       |
| Singend Gedackt | 8′    |
| Quintatön       | 8′    |
| Praestant       | 4′    |
| Spitzflöte      | 4′    |
| Prinzipal       | 2′    |
| Quinte          | 1 ⁄3′ |
| Sifflöte        | 1′    |
| Terzcymbel III  |       |
| Krummhorn       | 8′    |
| Singend Regal   | 4′    |
| Tremulant       |       |

| III Schwellwerk C–g3 |        |
| Lieblich Gedackt     | 16′    |
| Prinzipal            | 8′     |
| Rohrflöte            | 8′     |
| Salicional           | 8′     |
| Unda maris           | 8′     |
| Weitprinzipal        | 4′     |
| Blockflöte           | 4′     |
| Nasard               | 2 ⁄3′  |
| Schwiegel            | 2′     |
| Terz                 | 1 3⁄5′ |
| Scharff IV-V         |        |
| Basson               | 16′    |
| Trompete             | 8′     |
| Vox humana           | 8′     |
| Schalmei             | 4′     |
| Tremulant            |        |

| Pedal C–f1    |         |
| Prinzipalbass | 16′     |
| Subbass       | 16′     |
| Echobass      | 16′     |
| Quintbass     | 10 2⁄3′ |
| Oktavbass     | 8′      |
| Gedacktbass   | 8′      |
| Choralbass    | 4′      |
| Bassflöte     | 2′      |
| Hintersatz IV |         |
| Bombarde      | 16′     |
| Posaune       | 8′      |
| Clairon       | 4′      |

- Koppeln: II/I, III/I, III/II, I/P, II/P, III/P; III/III als Superoktavkoppel, III/I als Suboktavkoppel.
- Spielhilfen: Setzeranlage, Crescendowalze

## Geläut
Im Kirchturm hängt in einem Glockenstuhl aus Holz ein vierstimmiges Glockengeläut. Die größte Glocke wurde 1928 in der Karlsruher Glocken- und Kunstgießerei gegossen, die beiden mittleren 1746 von Johann Michael Steiger und die kleinste Glocke 1909 von B. Grüninger in Villingen. Die beiden historischen Glocken von Steiger hingen ursprünglich im Alten Kaufhaus.
Übersicht
| Glocke | Gussjahr | Gewicht | Durchmesser | Schlagton |
| ------ | -------- | ------- | ----------- | --------- |
| 1      | 1938     | 1350 kg | 1300 mm     | e′-4      |
| 2      | 1746     | 800 kg  | 1080 mm     | fis′-8    |
| 3      | 1746     | 500 kg  | 875 mm      | a′-3      |
| 4      | 1909     | 250 kg  | 800 mm      | c″-8      |